# Sikron
Sikron – gaun wikas samiti we wschodniej części Nepalu w strefie Sagarmatha w dystrykcie Siraha. Według nepalskiego spisu powszechnego z 2001 roku liczył on 538 gospodarstw domowych i 3062 mieszkańców (1482 kobiet i 1580 mężczyzn).